# Charles De Backere
Charles Anna Leon De Backere (Antwerpen, 28 augustus 1939) is een voormalige Belgische atleet, die gespecialiseerd was in het speerwerpen. Hij veroverde twee Belgische titels.

## Biografie
De Backere had in de opeenvolgende jeugdcategorieën bij het speerwerpen al verschillende Belgische kampioenschappen in de wacht gesleept, alvorens hij in 1961 en 1963 ook bij de senioren de Belgische titel veroverde.
Hij verbeterde in 1959 met 68,70 m het Belgisch record speerwerpen van Guy Van Zeune. Voor deze prestatie werd De Backere door het 'Comité der XV', een comité van sportjournalisten, nog in datzelfde jaar onderscheiden met de 'Prijs voor de Sportinspanning'. In 1963 bracht hij het record naar 72,04. Uiteindelijk kwam hij in 1969 in het Nederlandse Breda tot zijn beste prestatie van 74,02, altijd nog minder dan de beste worpen van 76 à 77 meter die hij tijdens trainingen had laten opmeten.

### Clubs
De Backere, die een opleiding had voltooid in de mechanica en als technisch leraar was verbonden aan een lyceum in Antwerpen, was tot 1969 aangesloten bij Beerschot AC. Daarna stapte hij over naar de Antwerp Athletic Club, welke vereniging als eerste in het Antwerpse beschikte over een kunststofaanloop voor het speerwerpen.

## Belgische kampioenschappen
| Onderdeel   | Jaar       |
| ----------- | ---------- |
| speerwerpen | 1961, 1963 |

## Persoonlijk record
| Onderdeel   | Prestatie | Datum | Plaats |
| ----------- | --------- | ----- | ------ |
| speerwerpen | 74,02 m   | 1969  | Breda  |

## Palmares

### speerwerpen
- 1961:  BK AC – 63,21 m
- 1963:  BK AC – 66,04 m

## Onderscheidingen
- 1959: Prijs voor de Sportinspanning (bronzen Medaille voor Sportverdienste)